# Томас Фрюман
Томас Фрюманн  (нім. Thomas Frühmann, 23 січня 1953) — австрійський вершник, олімпійський медаліст.

## Виступи на Олімпіадах
| Олімпіада      | Дисципліна       | Місце   |
| -------------- | ---------------- | ------- |
| Монреаль 1976  | конкур, особисті | 38      |
| Монреаль 1976  | конкур, командні | 11      |
| Барселона 1992 | конкур, особисті | AC r2/2 |
| Барселона 1992 | конкур, командні | 2       |